# Emídio Serrano
Emídio Pedro Águedo Serrano (Arroios, Lisboa, 24 de Janeiro de 1939 — 18 de Junho de 2018), foi um político e advogado português. 

## Biografia

### Nascimento e formação
Nasceu em Arroios, no concelho de Lisboa, em 24 de Janeiro de 1939. Em Agosto de 1945 mudou-se para Angola, onde fez os estudos primários e foi aluno no Liceu Diogo Cão, na localidade de Sá da Bandeira, posteriormente nomeada para Lubango.
Regressou a Lisboa em Agosto de 1956, onde ingressou na Faculdade de Direito. No entanto, teve de interromper os seus estudos devido ao Serviço Militar Obrigatório, tendo depois voltado ao curso, concluindo a licenciatura em 1965. Veio em seguida para Portimão, para fazer o estágio. Esteve algum tempo na Guiné, tendo começado a ensinar após o seu regresso a Portugal, primeiro na Escola Comercial de Silves e posteriormente na Escola Comercial de Portimão, depois renomeada para Escola Secundária Manuel Teixeira Gomes. Começou a trabalhar como advogado em 1966, tendo-se inscrito na Ordem dos Advogados, pela comarca de Portimão.

### Carreira política e profissional
Colaborou com a Comissão Democrática Eleitoral durante as eleições legislativas de 1969, durante as quais esteve junto com outras figuras marcantes da política de Portimão, como Luís Catarino e Joaquim António Carneiro. Participou novamente com a Comissão Democrática Eleitoral durante as eleições de 1973.
Após a Revolução de 25 de Abril de 1974, foi um dos fundadores da delegação de Portimão do Partido Socialista, em Maio desse ano, tendo igualmente participado na criação de outras sedes locais do partido na zona do Barlavento Algarvio. Também em 1974, tornou-se presidente da delegação concelhia do partido em Portimão. No congresso do Partido Socialista, em Dezembro desse ano, foi nomeado para a Comissão Política e para a Comissão Nacional, tendo cumprido vários mandatos nesta última. Também exerceu como coordenador da divisão distrital do Algarve do Partido Socialista durante um período de cerca de três anos. Ocupou a posição de presidente da Assembleia Municipal de Portimão entre 1976 e 1986, passando a exercer como vereador naquele concelho até 1990. Entre 1990 e 1993 voltou a ocupar a posição de presidente da delegação concelhia do Partido Socialista em Portimão. Passou depois para o município de Lagoa, onde fez parte da Assembleia Municipal entre 1995 e 1999.
Exerceu igualmente como dirigente associativo, tendo trabalhado durante mais de dez anos como presidente da Assembleia Geral do Centro de Apoio a Idosos de Portimão.
Participou como deputado na Assembleia Constituinte, órgão formado para estudar e criar uma nova constituição para a República Portuguesa.

### Falecimento e família
Faleceu na madrugada de 18 de Junho de 2018, aos 79 anos de idade. As cerimónias fúnebres tiveram lugar no dia seguinte, na capela anexa à Igreja do Colégio, em Portimão. Casou com Maria Regina Duarte Silva Águedo Serrano em 1 de Setembro de 1962.

## Homenagens
Em 2005, recebeu uma medalha de Mérito Municipal de prata da autarquia de Portimão. Após o seu falecimento, recebeu igualmente a medalha de ouro do Município. Em Abril de 2016, tornou-se deputado honorário na Assembleia da República, devido à sua colaboração na Assembleia Constituinte.
Na sequência do seu falecimento, a presidente da autarquia de Portimão, Isilda Gomes, ordenou luto municipal durante dois dias, e emitiu uma nota à comunicação social, onde classificou Emídio Serrano como «um cidadão exemplar, um democrata incansável e um ilustre profissional, [...] um político que participou ativamente na construção da democracia em Portugal».